# 崔仁浩
崔 仁浩（チェ・イノ、1945年10月17日 - 2013年9月25日）は、韓国の小説家。高度成長期にあった1960年代後半から1970年代の韓国において、病理的な産業社会を鋭く見抜いた崔の作品は大衆の支持を多く受けた。

## 略歴
ソウルで生まれる。3男3女の長男。ソウル中学校、ソウル高等学校を経て1964年、延世大学校英文科に入学する。ソウル高等学校に在籍中の1963年に韓国日報新春文芸短篇小説が当選。文壇にデビューしたのは、ソウル大学に在籍中の 1967年に朝鮮日報新春文芸に当選した「견습환자 (見習患者)」である。その年に思想界新人文学賞を受賞し、1972年には現代文学賞を受賞するなど、若くして文壇で評価された。
初期の作品は個人の屈折した生活を描写することに主眼が置かれている。ベトナム戦争による特需で韓国は高度経済成長を経験するが、崔はその過程で浮き彫りとなりだした産業社会の歪みを鋭く見抜いた。代表作のひとつ「타인의 방 (他人の部屋)」は現代文学賞を受賞。新聞連載の大衆小説も書き、人気を得た。

## 年譜
- 1945年10月17日、ソウルに生まれる。
- 1958年、ソウル中学校に入学。
- 1961年、ソウル高等学校に入学。
- 1963年、韓国日報新春文芸に当選する。
- 1964年、延世大学校英文科に入学。
- 1967年、朝鮮日報新春文芸に当選する。
- 1967年、思想界新人文学賞を受賞する。
- 1972年、延世大学校を卒業。
- 1972年、第17回現代文学賞を受賞。
- 1982年、第6回李箱文学賞を受賞。
- 1986年、アジア映画祭脚本賞を受賞。
- 1986年、大鐘賞脚本賞を受賞。
- 1993年、延世大学校国語国文学科の客員教授を務める。
- 1997年、カトリック大学校人文学部の客員教授を務める。
- 1998年、第2建国範国民推進委員会の委員を務める。
- 1998年、第1回韓国カトリック文学賞を受賞。
- 1998年、仏教出版文化賞を受賞。
- 2003年、第8回現代仏教文学賞を受賞。
- 2006年、第5回ソンサン賞を受賞。
- 2006年、第6回延文人賞を受賞。

## 代表作品
- 1967年、견습환자　(見習患者)
- 1967年、2와 1/2
- 1970年、술꾼
- 1970年、모범동화
- 1971年、타인의 방　(他人の部屋)
- 1973年、병정놀이
- 1973年、별들의 고향
- 1973年、바보들의 행진 （ソウルの華麗な憂鬱　訳　重村智計　1977年）
- 1973年、내 마음의 풍차
- 1974年、죽은 사람
- 1975年より、家族 （家族（抄）　訳　三枝壽勝　1988年）
- 1976年、도시의 사냥꾼
- 1977年、가면무도회　(仮面舞踏会)
- 1977年、다시 만날 때까지
- 1978年、돌의 초상
- 1978年、천국의 계단　(天国の階段)
- 1979年、불새
- 1981年、지구인
- 1982年、깊고 푸른 밤　(偉大な遺産)
- 1982年、위대한 유산
- 1985年、잃어버린 왕국
- 2002年、어디서 무엇이 되어 다시 만나랴
- 2002年、나의 사랑 클레멘타인
- 2002年、길 없는 길
- 2002年、영혼의 새벽
- 2003年、해신　(海神)
- 2003年、잃어버린 왕국
- 2004年、유령의 집
- 2004年、어머니는 죽지 않는다
- 2004年、제왕의 문
- 2005年、하늘의 내려온 빵
- 2005年、지구인
- 2005年、불새
- 2005年、유림